# Reverolle
Reverolle é uma comuna da Suíça, situada no distrito de Morges, no cantão de Vaud. Tem 1,17 km² de área e sua população em 2018 foi estimada em 399 habitantes.